# أطلق الرصاص علي! (مسلسل)
أطلق الرصاص علي! (بالإنجليزية: Just Shoot Me!) مسلسل تلفزيوني أمريكي يعتمد على كوميديا الموقف عرض على هيئة الإذاعة الوطنية من 4 مارس 1997 إلى 16 أغسطس 2003 حيث تم تصوير 7 أجزاء بواقع 149 حلقة .

## القصة
تدور أحداث المسلسل حول مايا غالو صاحبة المبادئ والتي تقرر العمل في المجلة التي يمتلكها والدها جاك غالو الذي ينتهج طرق عمل ملتوية مع أبرز أفراد طاقم المجلة وهم إنريكو كولانتوني، ويندي ماليك، وديفيد سبيد .

## الشخصيات
| الممثل(ة)        | الشخصية        | عدد الحلقات |
| لورا سان جياكومو | مايا غالو      | 149         |
| جورج سيغال       | جاك غالو       | 149         |
| ويندي ماليك      | نينا فان هورن  | 149         |
| إنريكو كولانتوني | إليوت دي ماورو | 149         |
| ديفيد سبيد       | دينيس فينتش    | 149         |
| بريان بوسين      | كيفن ليوتا     | 29          |
| رينا سوفر        | فيكي كوستا     | 21          |
| سيمون تيمبلمان   | سيمون ليدز     | 12          |
| رودا غيميغناني   | رودا دي ماورو  | 9           |
| ريبيكا رومين     | أدريان باركر   | 8           |
| ---------------- | -------------- | ----------- |

## جوائز المسلسل
| السنة | المهرجان                         | الجائزة            | الحاصل عليها |
| 1998  | مهرجان ب.م.إ. للسينما والتلفزيون | أفضل مقدمة موسيقية | المسلسل      |
| 1999  | مهرجان ب.م.إ. للسينما والتلفزيون | أفضل مقدمة موسيقية | المسلسل      |
| 2001  | مهرجان ب.م.إ. للسينما والتلفزيون | أفضل مقدمة موسيقية | المسلسل      |
| 2002  | مهرجان ب.م.إ. للسينما والتلفزيون | أفضل مقدمة موسيقية | المسلسل      |
| ----- | -------------------------------- | ------------------ | ------------ |

## روابط خارجية
- أطلق الرصاص علي! على موقع IMDb (الإنجليزية)
- أطلق الرصاص علي! على موقع ميتاكريتيك (الإنجليزية)
- أطلق الرصاص علي! على موقع روتن توميتوز (الإنجليزية)
- أطلق الرصاص علي! على موقع كينوبويسك (الروسية)
- أطلق الرصاص علي! على موقع ألو سيني (الفرنسية)
- أطلق الرصاص علي! على موقع قاعدة بيانات الفيلم (الإنجليزية)